# Arctosa albopellita
Arctosa albopellita là một loài nhện trong họ Lycosidae.
Loài này thuộc chi Arctosa. Arctosa albopellita được Ludwig Carl Christian Koch miêu tả năm 1875.